# Тбилиски емират
Тбилиският емират и Тбилиското емирство е ислямско държавно образование просъществувало четири века под егидата на халифа на Арабският халифат. Разположено е в Източна Грузия в периода 736 – 1122 години, като де факто престава да съществува в 1080 г. Начело на емирата е династията на Шуабидите, която е клон на Омаядската династия, а по-късно – Джафаридите. Столица на емирството е Тбилиси.

## История
Формирането на емирството е в резултат на арабските завоевания в Кавказ, които започват през 645 и 90 години по-късно е завладян и Тбилиси (735). Арабският завоевател на Кавказ Марван II е наречен за своята пословична жестокост от грузинците „глух“, а от арменците „сляп“, а арабите го наричат „магаре“ зарази неговия пословичен инат. Халиф Марван II е назначен за арабско-ислямски наместник на Кавказ, като неговата задача е била ислямизация на региона от центъра Тбилиси, която да обхване цяла Източна Грузия.
В началото на IX век територията на емирството е ограничена до Картли, арабският Ел-Теферис, т.е. Тбилиси е отстъпвал по големина в Кавказ единствено на Дербент. Въпреки това, основната част от населението на Кавказ държи на бащината си вяра – християнството. В средата на IX век емира на Тбилиси се опива да се отцепи от Багдад, като Абасидите отговарят с военен поход и през 853 г. непокорният местен емир е разпънат на кръст в знак за назидание. В региона предходно бушува арабско-хазарски конфликт, като вероятно оттук, т.е. през Кавказ и Дербент проникват от Вавилония еврейските емисари за юдаизацията на Хазария (виж Талмудически академии във Вавилония). След този безславен завършек, християнското население мигрира към Абхазкото царство, а емиратът удължава съществуването си за още два века.
През 1122 г. в Тбилиси триумфално влиза цар Давид Строител, който прави града своя столица на династията на Багратионите.